# Гранароло дел'Емилия
Гранаро̀ло дел'Емѝно (на италиански: Granarolo dell'Emilia, на местен диалект Granarôl, Гранарол) е град и община в северна Италия, провинция Болоня, регион Емилия-Романя. Разположен е на 28 m надморска височина. Населението на общината е 10 998 души (към 2012 г.).